# Gare de Preignac
La gare de Preignac est une gare ferroviaire française  de la ligne de Bordeaux-Saint-Jean à Sète-Ville, située sur le territoire de la  commune de Preignac, dans le département de la Gironde en région Nouvelle-Aquitaine.
Elle est mise en service en 1855 par la Compagnie des chemins de fer du Midi et du Canal latéral à la Garonne (Midi). 
C'est une halte voyageurs de la Société nationale des chemins de fer français (SNCF) du réseau TER Nouvelle-Aquitaine, desservie par des trains express régionaux.

## Situation ferroviaire
Établie à 15 mètres d'altitude, la gare de Preignac est située au point kilométrique (PK) 36,577 de la ligne de Bordeaux-Saint-Jean à Sète-Ville, entre les gares de Barsac et de Langon.

## Histoire

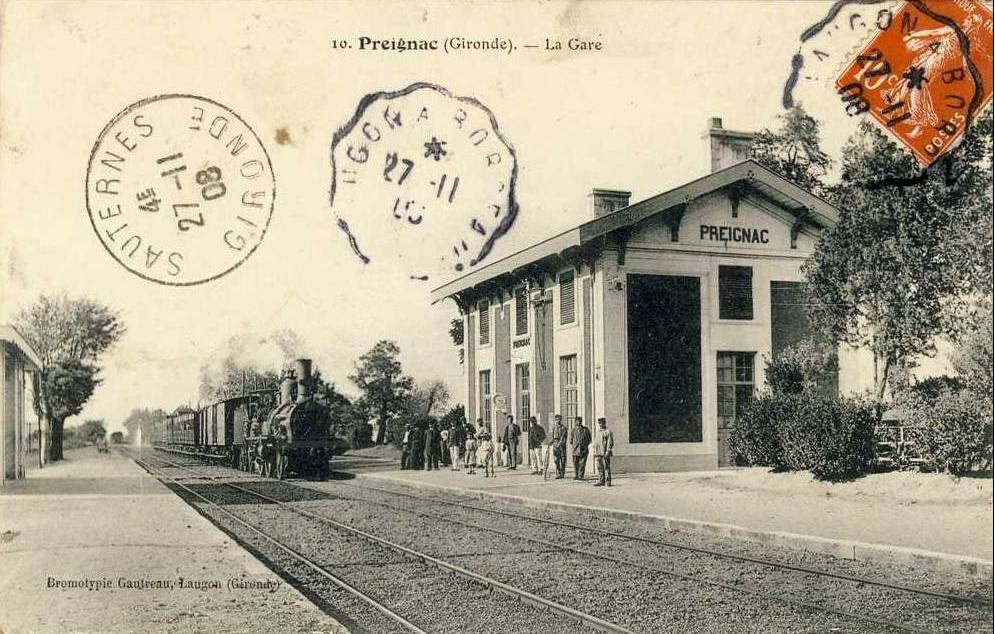
La gare au début du XX^{ième} siècle.

La station de Preignac est mise en service le 31 mai 1855 par la Compagnie des chemins de fer du Midi et du Canal latéral à la Garonne (Midi), lorsqu'elle ouvre à l'exploitation la section de Bordeaux à Langon de son chemin de fer de Bordeaux à Sète.
En 2014, c'est une gare voyageurs d'intérêt local (catégorie C : moins de 100 000 voyageurs par an de 2010 à 2011), qui dispose de deux quais (le quai 1 pour la voie 1 dispose d'une longueur utile de 155 m et le quai 2 pour la voie 2 d'une longueur utile d'également 155 m), d'un abri et une traversée de voie à niveau par le public (TVP).

## Fréquentation
De 2015 à 2023, selon les estimations de la SNCF, la fréquentation annuelle de la gare s'élève aux nombres indiqués dans le tableau ci-dessous.
| Année           | 2015  | 2016  | 2017  | 2018  | 2019  | 2020  | 2021  | 2022  | 2023  |
| --------------- | ----- | ----- | ----- | ----- | ----- | ----- | ----- | ----- | ----- |
| Voyageurs seuls | 7 319 | 5 280 | 5 037 | 4 025 | 5 669 | 5 641 | 8 732 | 6 832 | 6 662 |

## Service des voyageurs

### Accueil
Halte SNCF, c'est un point d'arrêt non géré (PANG) à accès libre. Elle est équipée d'automates pour l'achat de titres de transport TER.
Un passage à niveau planchéié permet la traversée des voies et l'accès aux quais.

### Desserte
Preignac est une halte voyageurs du réseau TER Nouvelle-Aquitaine, desservie par des trains express régionaux de la relation Bordeaux - Langon (ligne 43.2U).

### Intermodalité
Un parking pour les véhicules y est aménagé.